# Maayan Davidovich
Maayan Davidovich –en hebreo, מעין דוידוביץ'– (Herzliya, 21 de mayo de 1988) es una deportista israelí que compitió en vela en la clase RS:X.
Ganó dos medallas de bronce en el Campeonato Mundial de RS:X, en los años 2013 y 2014, y una medalla de plata en el Campeonato Europeo de RS:X de 2012.
Participó en dos Juegos Olímpicos de Verano, en los años 2008 y 2016, ocupando el séptimo lugar en Río de Janeiro 2016.

## Palmarés internacional
| \| Campeonato Mundial \| Campeonato Mundial \| Campeonato Mundial \| Campeonato Mundial \| \| Año \| Lugar \| Medalla \| Clase \| \| ------------------ \| ------------------ \| ------------------ \| ------------------ \| \| 2013 \| Búzios (Brasil) \| Medalla de bronce \| RS:X \| \| 2014 \| Santander (España) \| Medalla de bronce \| RS:X \| \| Campeonato Europeo \| \| \| \| \| Año \| Lugar \| Medalla \| Clase \| \| 2012 \| Madeira (Portugal) \| Medalla de plata \| RS:X \| |                    |                   |       |
| Campeonato Mundial |                    |                   |       |
| Año | Lugar              | Medalla           | Clase |
| 2013 | Búzios (Brasil)    | Medalla de bronce | RS:X  |
| 2014 | Santander (España) | Medalla de bronce | RS:X  |
| Campeonato Europeo |                    |                   |       |
| Año | Lugar              | Medalla           | Clase |
| 2012 | Madeira (Portugal) | Medalla de plata  | RS:X  |